# 이재화 (1963년)
이재화(李在華, 1963년 8월 19일 ~ )는 대한민국의 변호사이다. 민주사회를 위한 변호사 모임 사법위원장이다. 고려대학교 법학과 3학년에 다니다 제적된 이재화는 가두 시위를 주동한 혐의로 구속되어 서울형사지방법원 항소7부(재판장 이창구)로부터 집시법 위반 등으로 징역1년을 선고받았다.

## 학력
- 양북초등학교
- 부산동고등학교
- 고려대학교 법학 학사

## 경력
- 1996년: 제38회 사법시험 합격
- 1999년: <낮은합동법률사무소> 대표변호사
- 2000년 1월: 민주언론운동연합 정책위원
- 2000년 12월: 민주사회를 위한 변호사모임 회원
- 2004년 4월: 오마이뉴스 감사
- 2007년: 한국농촌공사 사장추전위원회 위원, 대한주택공사 택지조성원가 자문위원
- 2008년: 강동구 사회단체 보조금심의위원회 위원
- 2009년 11월: 한국토지주택공사 택지조성원가 심의위원
- 2009년 12월: 국민권익위원회 비상임위원
- 2010년: 강동구청 법률고문
- 2011년: 노원구청, 도봉구청, 관악구청 법률고문, 민주사회를 위한 변호사 모임 사법위원회 부위원장
- 민주사회를 위한 변호사 모임 사법위원회 위원장
- 법무법인 <향법> 변호사

## 역대 선거 결과
| 실시년도 | 선거   | 대수 | 직책     | 선거구   | 정당       | 득표수       | 득표율          | 순위          | 당락 | 비고      |
| -------- | ------ | ---- | -------- | -------- | ---------- | ------------ | --------------- | ------------- | ---- | --------- |
| 2012년   | 총선   | 19대 | 국회의원 | 비례대표 | 민주통합당 | 7,777,123 표 | \| \| 36.45% \| | 비례대표 30번 | 낙선 | 승계 불능 |
|          | 36.45% |      |          |          |            |              |                 |               |      |           |

## 저서
- 《기획된 해산 의도된 오판》. 글과생각. 2015년. ISBN 9788998458201

### 공저
- 정봉주 등. 《끝까지 물어주마》. 위즈덤하우스. 2015년. ISBN 9788960868861